# Cicloheptan
Cicloheptanul este un cicloalcan cu formula moleculară C7H14. Cicloheptanul este utilizat ca solvent nepolar în industria chimică și ca produs intermediar la fabricărea unor compuși chimici și medicamente. Vaporii de cicloheptan sunt iritanți pentru oxhi și pot cauza hipoventilație dacă sunt înhalați în cantități mari. 